# Camille Matignon
Pour les articles homonymes, voir Matignon.
Camille Arthème Matignon, né le 3 janvier 1867 à Saint-Maurice-aux-Riches-Hommes (Yonne) et mort le 18 mars 1934 dans le 5e arrondissement de Paris, est un chimiste français.

## Biographie
Entré à l'École normale supérieure en 1886, il est reçu au concours d'agrégation de physique en 1889, la même année que son camarade de promotion Henri Abraham et que Charles Fabry.
Il reçoit le doctorat ès sciences en 1892 après soutenance de sa thèse portant sur les uréides. Il est ensuite nommé maître de conférences de chimie à la Faculté des sciences de Lille et directeur de travaux pratiques de « teintures et apprêts » à l'Institut industriel du Nord (École centrale de Lille) sous la direction de Charles Viollette et Alphonse Buisine ; il est chercheur en thermochimie à Lille jusqu'en 1898. Il devint maître de conférences de chimie minérale à la Faculté des sciences de Paris. Succédant à Henry Le Chatelier, il est titulaire de la chaire de chimie minérale au Collège de France de 1908 à 1934. Il participe à la création de l'Institut d'optique théorique et appliquée (SupOptique).
Il est élu à l'Académie des sciences le 1er février 1917. Il meurt le 18 mars 1934, lors d'une assemblée de professeurs du Collège de France, alors qu'il venait de défendre le projet de création d'une chaire d'antiquités nationales, porté par Albert Grenier.
Il habitait au no 7 du boulevard Carnot à Bourg-la-Reine et était membre de la Société Française de Minéralogie depuis 1918

## Référence
1. ↑  Charle Christophe et Telkès Eva, « Matignon (Camille, Arthème). Dans Les professeurs du Collège de France – Dictionnaire biographique 1901-1939 », Histoire biographique de l'enseignement, vol. 3, no 1,‎ 1988, p. 165-166 (ISSN 0298-5632, BNF 34230588, lire en ligne).
2. ↑  « Les agrégés de l'enseignement secondaire. Répertoire 1809-1960 / Ressources numériques en histoire de l'éducation », sur cnrs.fr (consulté le 16 mai 2021).
3. ↑  Annuaire du Collège de France, 34e année, Paris, 1934, p. 32.
4. ↑  Rey, Sarah, « Albert Grenier, héritier de Camille Jullian ou la succession des co... », La lettre du Collège de France, Collège de France, no 25,‎ 1er mars 2009, p. 41–42 (ISSN 1628-2329, lire en ligne, consulté le 17 septembre 2020).
5. ↑  Discours de M. Marcel Delépine, au nom du Collège de France et de la Société chimique de France, aux funérailles de Camille Matignon, p. 527.
6. ↑  Maurice Halbwachs, « Ma campagne au Collège de France », Revue d'histoire des sciences humaines, vol. 1, no 1,‎ 1999, p. 189-229 (lire en ligne).
7. ↑  Société Française de Minéralogie